# Holland & Sons
Holland & Sons war ein englischer Möbelhersteller in London.

## Geschichte

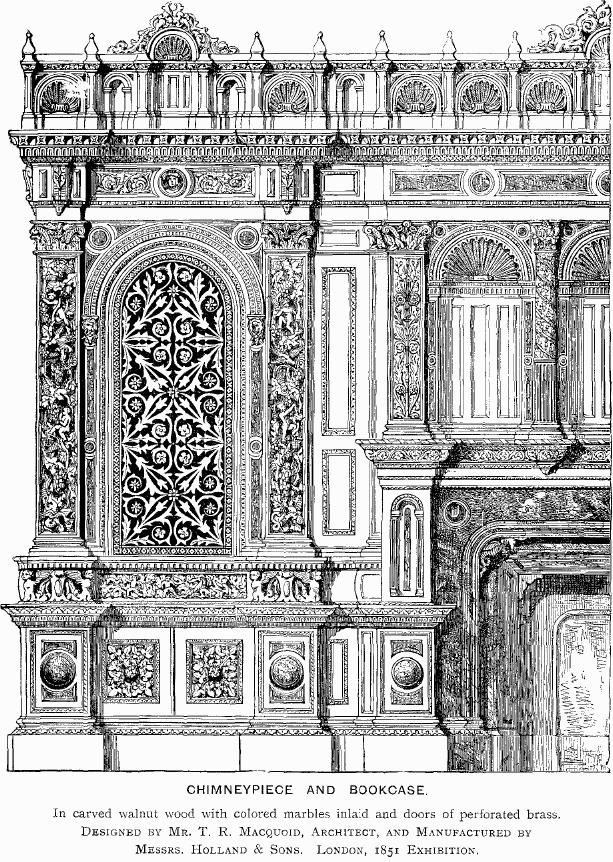
Kaminsims und Bücherregal aus geschnitzten Nussbaumholz mit farbigem Marmorintarsien und Türen aus perforiertem Messing. Entwurf vom Architekten T. R. Macquoid, hergestellt von Holland & Sons. (Weltausstellung 1851)

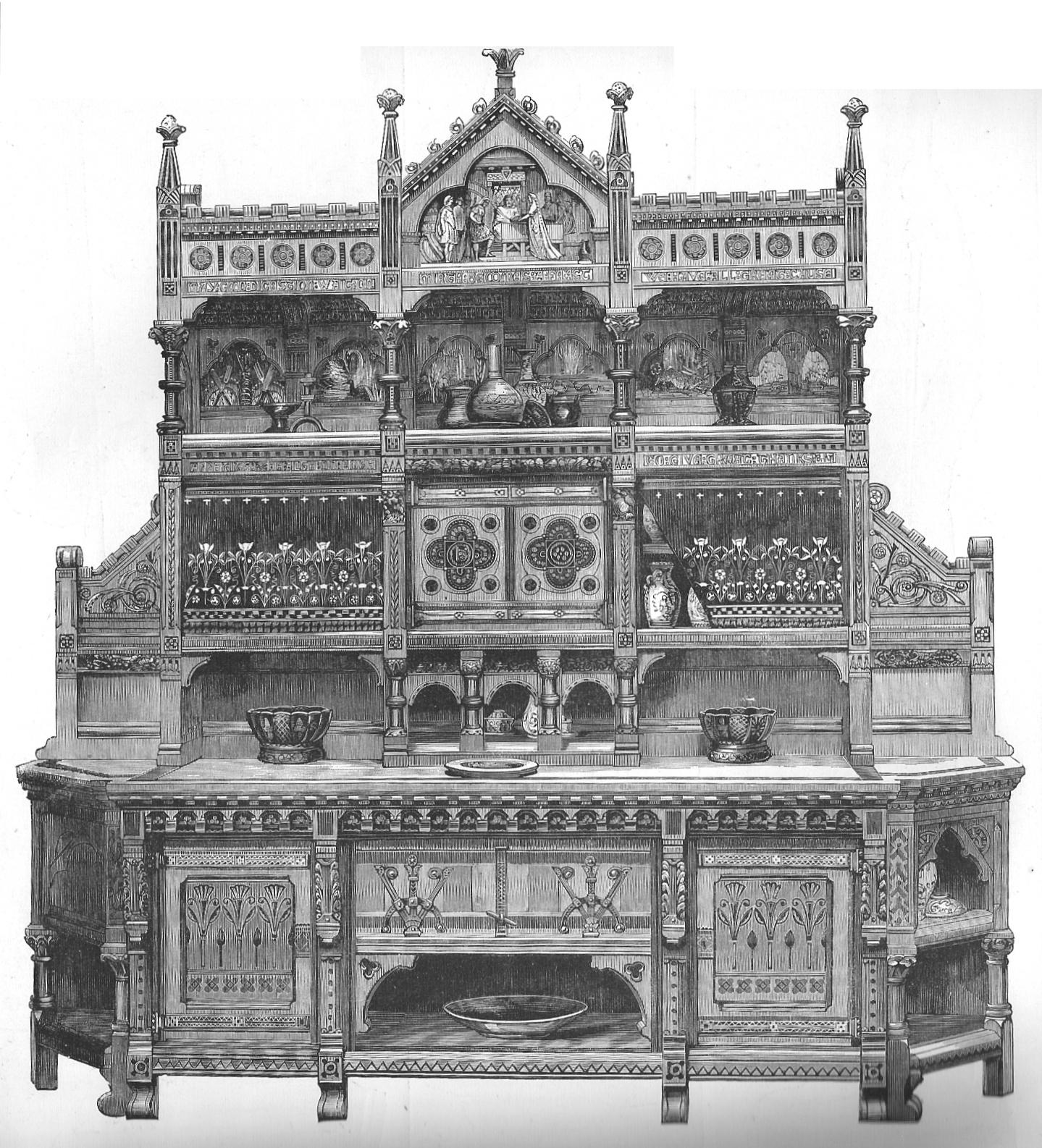
Kabinett entworfen von Bruce Talbert und hergestellt von Holland & Sons. (Weltausstellung 1867)

Das Unternehmen wurde im Jahre 1803 von William Holland (1803–1843) gegründet. Von 1803 bis 1843 waren der Tischler und Polsterer William Holland und Stephen Taprell († 1847) Geschäftspartner. Das Unternehmen hieß bis zum Jahre 1835 „Taprell & Holland“, bis 1843 „Taprell, Holland & Son“ und ab 1843 „Holland & Sons“. Im Jahre 1851 beschäftigt das Unternehmen mehr als 350 Angestellte. In 1852 wurde die renommierte Werkstatt von Thomas Dowbiggin (1788–1854) an der Mount Street in London übernommen.
„Holland & Sons“ erhielt mehrere Aufträge für die Innenausstattung vieler Regierungsgebäude und Clubs im 19. Jahrhundert in London, darunter den Athenaeum Club, den Reform Club, und dem British Museum. Das Unternehmen erhielt viele königlichen Aufträge, zum Beispiel für die Herstellung von Möbeln für Buckingham Palace, Windsor Castle, Osborne House und Balmoral Castle. Auf der Great Exhibition von 1851 stellte Holland & Sons ein Bücherregal vor, für das sie einen Preis erhielten, und sie beteiligten sich an vielen weiteren namhaften Ausstellungen des Jahrhunderts. Sie wurden zu königlichen Hoflieferanten ernannt. Im Jahre 1877 lieferten sie Möbel für eine Dampfjacht von Kaiser Franz Joseph I.  von Österreich.
Bekannt wurden sie für ihre Gothic-Revival-Möbel, aber sie stellten auch Möbel aus anderen Stilrichtungen her, wie Louis-quinze und Louis-seize, der Renaissance und des Elisabethanischen Zeitalters. Holland & Sons waren technische Innovatoren, die von Anbeginn die damals modernsten Maschinen in ihren Werkstätten verwendeten.
Holland and Sons beauftragte einige der gefragtesten Designer in dieser Zeit, darunter Gottfried Semper, Alfred Lormier, Henry Whitaker, T. R. Macquoid, J. R. Collings, G. E. Street und Bruce Talbert, dessen Entwürfe Holland & Sons zu großer Beliebtheit verhalfen.
Das Unternehmen bestand bis 1942, anderen Quellen zufolge bis 1968. Fast sämtliches Archivmaterial befindet sich im Archive of Art and Design im Victoria and Albert Museum.